# Pala del Noviziato
La Pala del Noviziato (Madonna col Bambino e santi) è un'opera di Filippo Lippi, tempera su tavola (196x196 cm), databile al 1440-1445 circa e conservata nella Galleria degli Uffizi a Firenze.

## Storia
L'opera, riconosciuta come integralmente autografa, venne probabilmente commissionata da Cosimo il Vecchio, come suggerisce la presenza dei santi Cosma e Damiano, protettori del suo casato, ed era originariamente destinata alla cappella del Noviziato nella basilica di Santa Croce, di cui i Medici erano patroni.
All'epoca delle soppressioni napoleoniche (1813) la pala venne spostata assieme alla predella, dipinta dal Pesellino ed oggi divisa tra il Louvre (primi due scomparti) e gli Uffizi (ultimi tre scomparti)

## Descrizione e stile
L'opera è una sacra conversazione, con la Madonna in trono al centro affiancata da quattro santi: da sinistra si trovano san Francesco, san Damiano, san Cosma e sant'Antonio da Padova. Le coppie san Francesco-sant'Antonio (santi francescani, come i frati di Santa Croce) e san Cosma-san Damiano sono disposte insolitamente in maniera spezzata, per generare simmetria e variazioni coloristiche. In alto, sul fregio dell'architettura, corre il motivo araldico delle "palle" medicee.
La prospettiva lineare con cui è composto lo spazio è ancora incerta, ma sono ben presenti tutti gli elementi stilistici di questa fase dell'artista: alternanza di colori, rappresentazione di marmorizzazioni e ricerca di nuove varianti. Lippi infatti, a differenza della tradizione, proporzionò i santi alla dimensione della Vergine, e li pose seduti accanto a lei e non più in piedi.
La predella del Pesellino mostra episodi della vita dei santi raffigurati e una Natività al centro. Le prime due scene (Stimmate di san Francesco e Guarigione del canonico Giustiniano) sono al Louvre (agli Uffizi si trovano due copie).
Predella della Pala del Noviziato